# Charax stenopterus
Charax stenopterus är en fiskart som först beskrevs av Cope, 1894.  Charax stenopterus ingår i släktet Charax och familjen Characidae. Inga underarter finns listade i Catalogue of Life.